# 吉原三郎 (内務官僚)

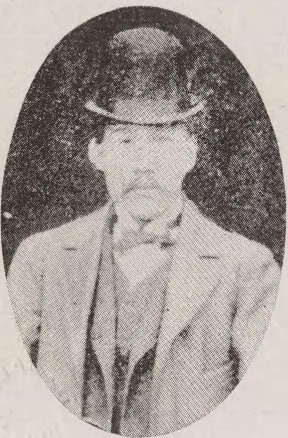
吉原三郎

吉原 三郎（よしはら さぶろう、1854年4月5日（嘉永7年3月8日）- 1916年（大正5年）11月16日）は、日本の内務官僚。内務次官、錦鶏間祗候。幼名・虎之助、号・陽山。

## 経歴
上総国夷隅郡作田村（現在のいすみ市）出身。名主・吉原重郎の三男として生まれ、吉原白水の養嗣子となる。大多喜藩校、東金郷校、荻野山中県興譲館で学ぶ。教員となり、1874年5月、山梨県白井学校訓導試補に就任。以後、小学岩崎学校、小学梁木学校、小学松島学校で勤務。
1876年（明治9年）7月、司法省法学校生徒となる。1885年（明治18年）4月、判事補に任官し司法権大書記官となり、同月、高知始審裁判所詰。1886年（明治19年）8月に辞任。1889年（明治22年）7月、帝国大学法科大学法律学科（仏法）を卒業した。同年11月、帝国議会開設準備のため開設された臨時帝国議会事務局試補に任じられた。
1890年（明治23年）7月、衆議院書記官となり速記課兼議事課勤務、さらに速記課長、兼守衛部長などを歴任。同年7月、埼玉県書記官に転じ、以後、大阪府書記官、愛知県書記官などを務める。1899年（明治32年）12月、香川県知事に就任。岡山県知事、内務省地方局長を経て、1906年（明治39年）1月、内務次官に発令。1908年（明治41年）7月に退官した。同年12月、東洋拓殖株式会社副総裁に就任、1913年（大正2年）12月、同総裁となり1916年（大正5年）10月まで在任した。
1912年（明治45年）4月9日、錦鶏間祗候を仰せ付けられた。

## 栄典
位階
- 1891年（明治24年）11月28日 - 正七位[2]
- 1897年（明治30年）2月10日 - 正六位[3]
- 1909年（明治42年）3月10日 - 正四位[4]

勲章等
| 受章年                    | 略綬 | 勲章名                 | 備考 |
| ------------------------- | ---- | ---------------------- | ---- |
| 1901年（明治34年）6月27日 |      | 勲四等瑞宝章           |      |
| 1905年（明治38年）6月24日 |      | 勲三等瑞宝章           |      |
| 1906年（明治39年）4月1日  |      | 勲二等旭日重光章       |      |
| 1906年（明治39年）4月1日  |      | 明治三十七八年従軍記章 |      |

## 親族
- 娘婿 春藤嘉平（内務官僚）[9]

## 伝記
- 露崎弥編『吉原三郎追懐録』1937年。